# Ewaryst Łój
Ewaryst Antoni Łój (ur. 30 sierpnia 1912 w Strzelnie, zm. 4 lipca 1973 w Poznaniu) – polski koszykarz. Reprezentant Polski podczas olimpiady w Berlinie 1936, kiedy Polska zajęła 4. miejsce. Zagrał we wszystkich 6 meczach. Wziął także udział w Mistrzostwach Europy w 1939, kiedy Polska zdobyła brązowy medal. Został pochowany na cmentarzu Miłostowo w Poznaniu (pole 34, kwatera 2, rząd 4, miejsce 37).